# The Land Within
The Land Within ist ein Mystery-Thriller von Fisnik Maxville, der im November 2022 beim Tallinn Black Nights Film Festival seine Premiere feierte.

## Handlung
Remo lebt seit 10 Jahren in der Schweiz. Er war 15 Jahre alt, als er einen humanitären Flug nahm, um aus dem Kosovo zu fliehen, und kam bei einer Pflegefamilie in Genf unter. Im Winter 2008 erhält Remo von seiner Cousine Una einen Anruf. Sie braucht seine Hilfe und bittet ihn, zurück in seine Heimat zu kommen, denn sie müssen die exhumierten sterblichen Überreste aus einem Massengrab im Dorf ihrer Kindheit identifizieren. Der Patriarch der Familie, Skender, liegt im Sterben, und als einziger männlicher Nachkomme des Clans muss Remo zum Zeitpunkt von Skenders Tod dabei sein.
Als er in sein Heimatdorf zurückkehrt, liegt dieses in Trümmern. Die meisten Bewohner des Dorfes wurden während des Krieges getötet. Die Leichen ihrer Familie werden von einem Team internationaler Wissenschaftler eine nach der anderen ausgegraben. Remo und Una helfen gemeinsam mit den anderen überlebenden Dorfbewohnern, diese zu identifizieren. Eine Leiche fehlt jedoch. Una und Remo drängt sich ein schrecklicher Verdacht auf.
Remo findet heraus, dass er von seiner Familie nur adoptiert wurde und Skender den Clan mit eiserner Faust regierte. Weil die Straßen zum Dorf wegen mehrerer Zwischenfälle mit Wölfen in einem nahe gelegenen Wald gesperrt wurden und es immer wieder zu Stromausfällen kommt, ist Skenders Leben in Gefahr.

## Produktion

### Filmstab und Besetzung
Regie führte der Filmemacher Fisnik Maxville (auch bekannt als Fisnik Maxhuni), der auch das Drehbuch schrieb. Es handelt sich bei The Land Within nach einigen Kurzfilmen und Dokumentarfilmen um Maxvilles Spielfilmdebüt. Der 1992 im Kosovo geborene Schweizer gehört selbst zu einem von 4 Millionen Menschen, die während der 10 Jahre der Balkankriege ihre Heimat verlassen mussten.

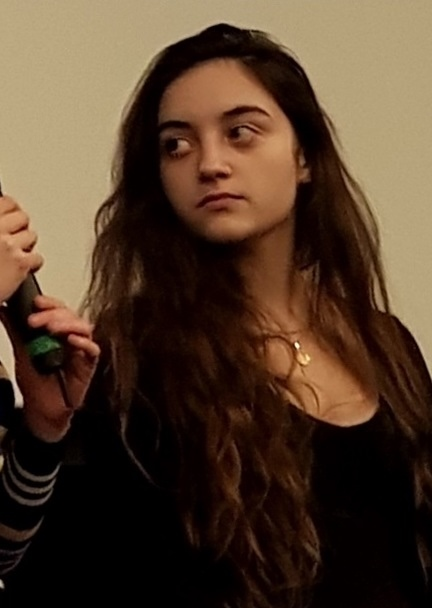
Luàna Bajrami spielt in der weiblichen Hauptrolle Una

Florist Bajgora, der zuletzt in dem Kurzfilm Four Pills at Night von Leart Rama in einer Hauptrolle zu sehen war, spielt in The Land Within in der männlichen Hauptrolle Remo. Die kosovarische Schauspielerin Luàna Bajrami spielt in der weiblichen Hauptrolle seine Cousine Una. Luan Jaha spielt den im Sterben liegenden Skender, der in Rückblenden in das Jahr 1984 von Valmir Krasniqi gespielt wird. In weiteren Rollen sind Çun Lajçi als Sylejman, Armend Smajli als Agim und Era Balaj als Fatime zu sehen. Regisseur Maxville selbst spielt Flamur.

### Dreharbeiten und Filmmusik
Die Dreharbeiten fanden überwiegend in einem kleinen Dorf namens Sllakovc im Nordosten des Kosovo im südlichen Teil des Kopaonik statt und dauerten 28 Tage. Fast die Hälfte der Dorfbevölkerung hatte bei dem Film mitgewirkt, so der Regisseur. Etwa sieben weitere Tage entstanden Aufnahmen in der Schweiz, unter anderem in einem Wald. Bei einem nächtlichen Shooting mit Mischlingswölfen kam es zu einer Interaktion mit der Hauptdarstellerin Luàna Bajrami, die eigentlich große Angst vor Hunden hatte. Kameramann Yann Maritaud war zuletzt für das Filmdrama Slalom von Charlène Favier und Mignonnes von Maïmouna Doucouré tätig.
Die Filmmusik komponierte Nicolas Rabaeus, der zuletzt für Delphine Lehericeys Filmdrama Das Flirren am Horizont und den Dokumentarfilm Sing Me a Song von Thomas Balmès tätig war.

### Veröffentlichung
Die Premiere des Films erfolgte am 18. November 2022 beim Tallinn Black Nights Film Festival. Im Januar 2023 wurde er bei den Solothurner Filmtagen gezeigt und im Juli 2023 beim Galway Film Fleadh. Im August 2023 wurde er beim Locarno Film Festival vorgestellt. Ende Oktober, Anfang November 2023 wurde The Land Within beim Raindance Film Festival gezeigt.

## Auszeichnungen
Festival International Music & Cinema Marseille 2024
- Nominierung für den Grand Prix  – „Beste Filmmusik“ (Nicolas Rabaeus)[7]

Galway Film Fleadh 2023
- Auszeichnung mit dem Peripheral Visions Award (Fisnik Maxville)[8]

Raindance Film Festival 2023
- Auszeichnung für die Beste Regie (Fisnik Maxville)
- Nominierung für den Discovery Award (Fisnik Maxville)[9]

Schweizer Filmpreis 2024
- Auszeichnung für die Beste Filmmusik (Nicolas Rabaeus, auch für Bisons)

Solothurner Filmtage 2023
- Nominierung für den Prix de Soleure[10]

Tallinn Black Nights Film Festival 2022
- Auszeichnung als Bester Film im First Feature Competition[11]